# Habenaria malaisseana
Habenaria malaisseana là một loài thực vật có hoa trong họ Lan. Loài này được Geerinck mô tả khoa học đầu tiên năm 1982.